# Kuková
Kuková este o comună slovacă, aflată în districtul Svidník din regiunea Prešov. Localitatea se află la altitudinea de 203 m deasupra n.m., se întinde pe o suprafață de 10,61 km2 și în 2017 număra 737 de locuitori.

## Istoric
Localitatea Kuková este atestată documentar din 1362.

## Demografie
| An:                | 1994 | 2004   | 2014   | 2024   |
| ------------------ | ---- | ------ | ------ | ------ |
| Număr de persoane: | 691  | 710    | 723    | 737    |
| Diferență:         |      | +2,74% | +1,83% | +1,93% |

| An:                | 2023 | 2024   |
| ------------------ | ---- | ------ |
| Număr de persoane: | 739  | 737    |
| Diferență:         |      | −0,27% |